# Mammillaria perbella
Mammillaria perbella är en kaktusväxtart som beskrevs av Hildm. och Karl Moritz Schumann. Mammillaria perbella ingår i släktet Mammillaria och familjen kaktusväxter. Inga underarter finns listade i Catalogue of Life.

## Bildgalleri

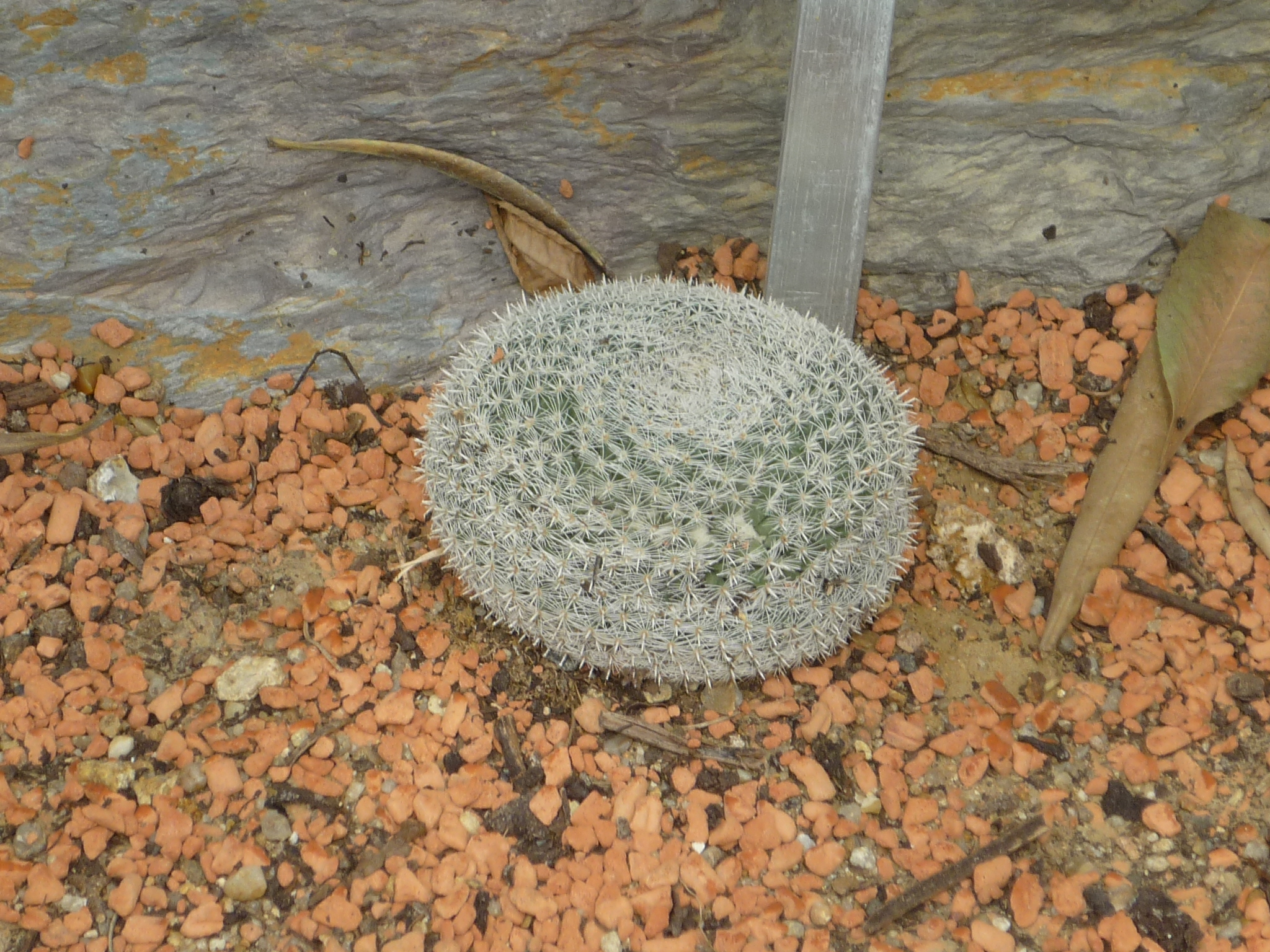
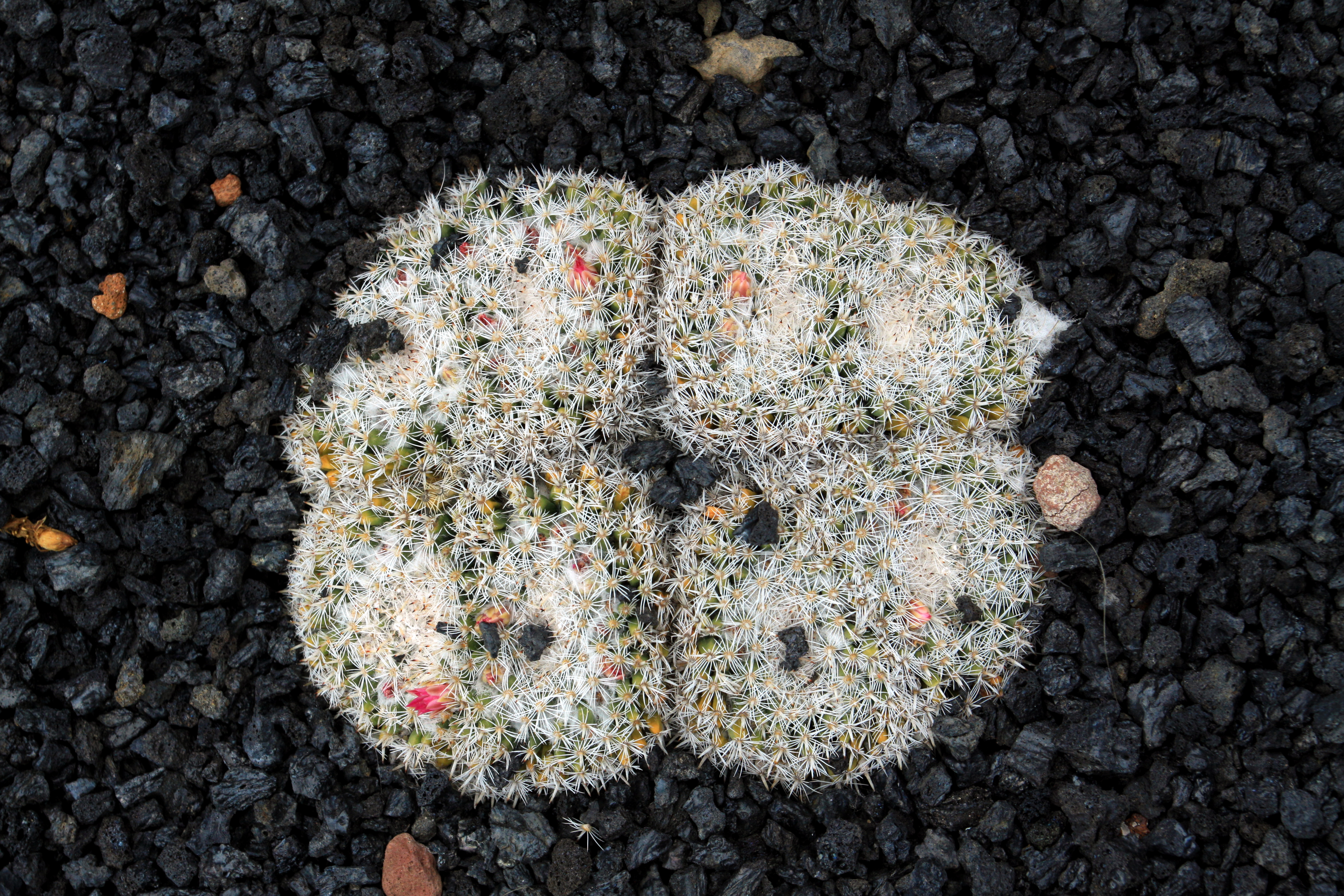
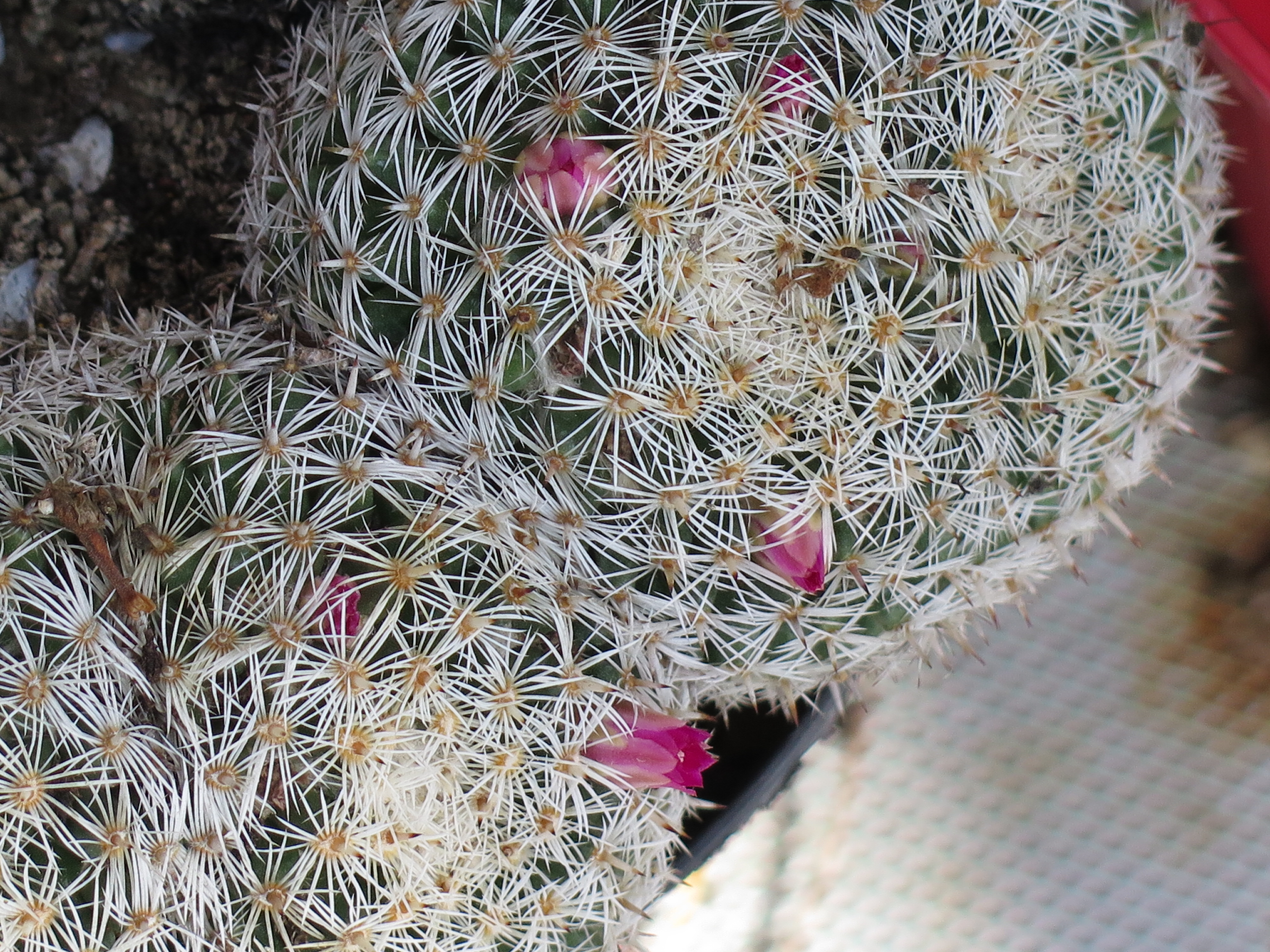
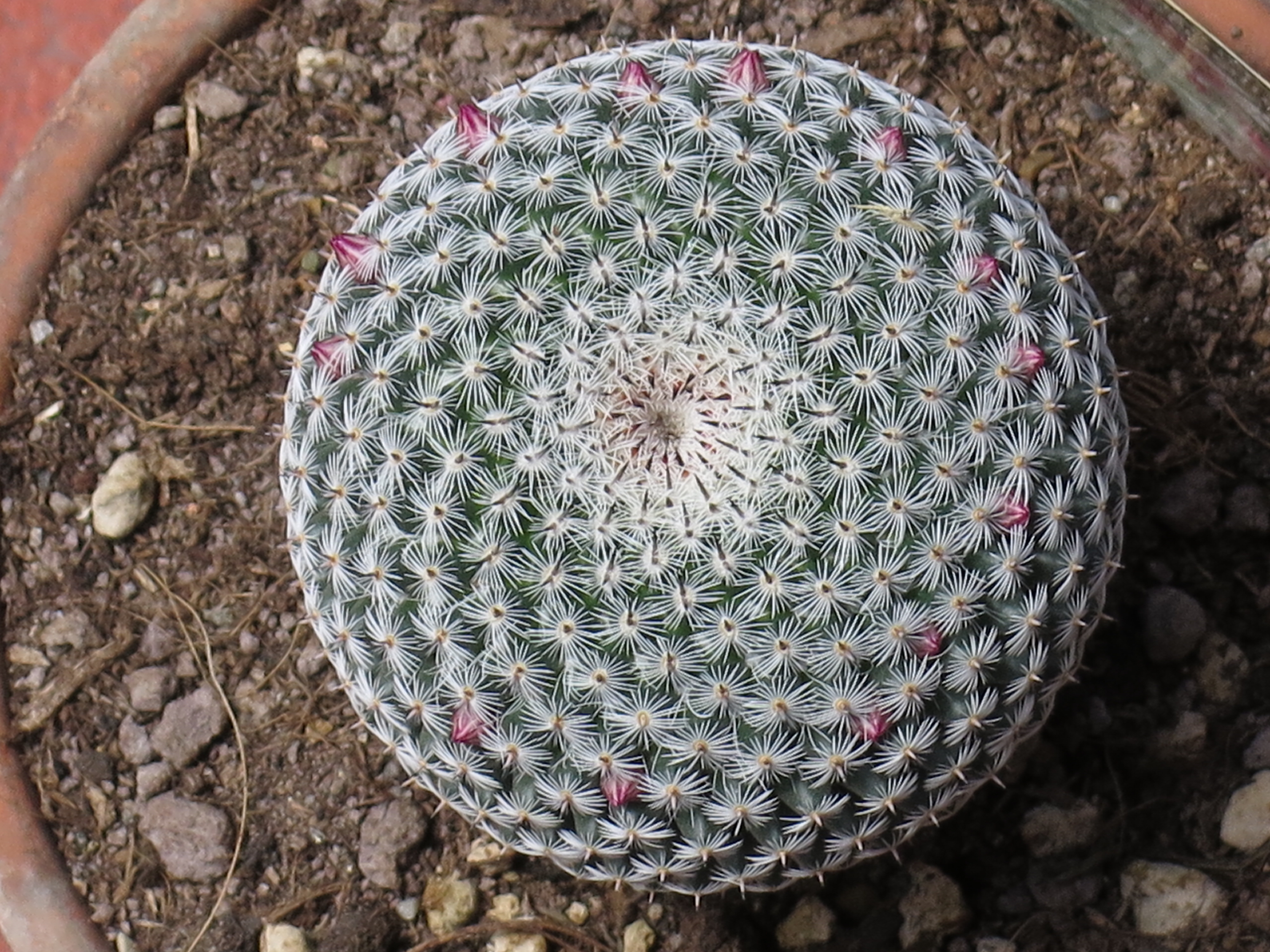
m. pseudoperbella